# Ḛ̄
Cette page contient des caractères spéciaux ou non latins. S’ils s’affichent mal (▯, ?, etc.), consultez la page d’aide Unicode.
Ḛ̄ (minuscule : ḛ̄), appelé E tilde souscrit macron, est un graphème utilisé dans l’écriture du daba ou du sar.
Il s’agit de la lettre E diacritée d’un tilde souscrit et d’un macron.

## Utilisation
Le ḛ́ est utilisé dans l’orthographe du daba, par exemple dans mḛ̀ḛ̄, « mais ».

## Représentations informatiques
Le E tilde souscrit macron peut être représenté avec les caractères Unicode suivants :
- précomposé (latin étendu additionnel, diacritiques) :

| formes    | représentations | chaînes de caractères | points de code | descriptions                                                |
| --------- | --------------- | --------------------- | -------------- | ----------------------------------------------------------- |
| capitale  | Ḛ̄               | Ḛ◌̄                    | U+1E1A U+0304  | lettre majuscule latine e tilde souscrit diacritique macron |
| minuscule | ḛ̄               | ḛ◌̄                    | U+1E1B U+0304  | lettre minuscule latine e tilde souscrit diacritique macron |

- décomposé (latin de base, diacritiques) :

| formes    | représentations | chaînes de caractères | points de code       | descriptions                                                            |
| --------- | --------------- | --------------------- | -------------------- | ----------------------------------------------------------------------- |
| capitale  | Ḛ̄               | E◌̰◌̄                   | U+0045 U+0330 U+0304 | lettre majuscule latine e diacritique tilde souscrit diacritique macron |
| minuscule | ḛ̄               | e◌̰◌̄                   | U+0065 U+0330 U+0304 | lettre minuscule latine e diacritique tilde souscrit diacritique macron |

## Sources
- Ḛ̄, Scriptsource.org
- Serge Saragaza et John M. Keegan, Lexique daba, Cuenca, The Sara-Bagirmi Language Project, Morkeg Books, 2014, 3e éd. (lire en ligne)